# قائمة مرادفات المسيحيين

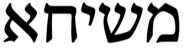
"المسيح" في اللغة العبريَّة: ومعناها في العهد القديم الممسوح بالدهن المقدس، ومنها أشتقت كلمة مَسِيْحِيَّة.

في المسيحية، هناك عدد من الكلمات الأخرى المستخدمة للإشارة إلى المسيحيون:

## العهد الجديد

### مسيحيون

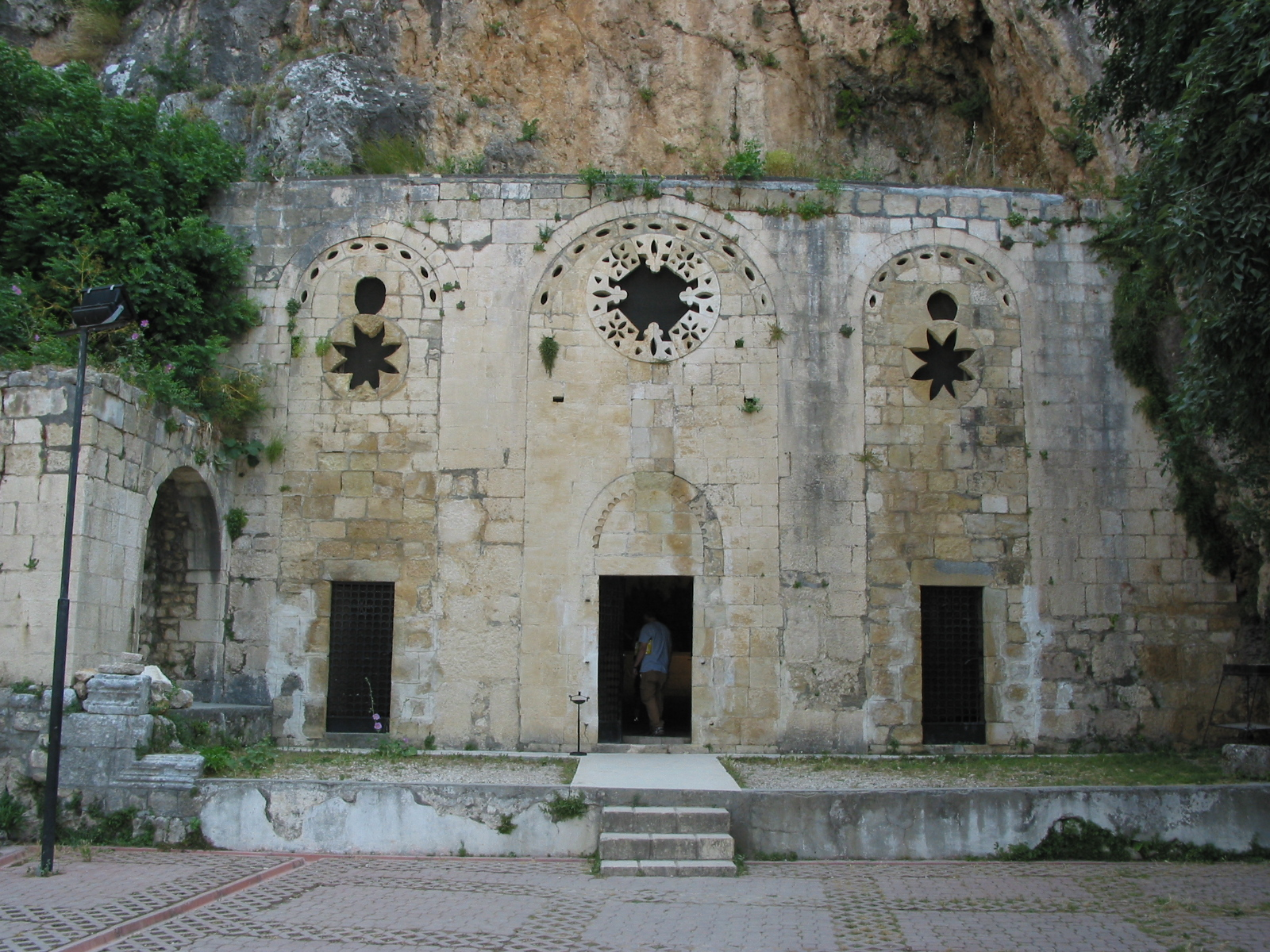
كنيسة القديس بطرس في أنطاكية، وهي المدينة التي إتخذ فيها أتباع يسوع لقب مسيحيين.

ظهر استخدام كلمة مسيحي لأول مرة في حوالي عام 42 للميلاد، حيث يذكر سفر أعمال الرسل إتخاذ أتباع يسوع لقب مسيحيين في مدينة أنطاكية: 
| قائمة مرادفات المسيحيين  | فَحَدَثَ أَنَّهُمَا اجْتَمَعَا فِي الْكَنِيسَةِ سَنَةً كَامِلَةً وَعَلَّمَا جَمْعًا غَفِيرًا. وَدُعِيَ التَّلاَمِيذُ «مَسِيحِيِّينَ» فِي أَنْطَاكِيَةَ أَوَّلاً. | قائمة مرادفات المسيحيين |
| — سفر أعمال الرسل 11: 26 |                                                                                                   |                         |

كلمة مَسِيْحِيَّة (باليونانية: Χριστιανισμός) ومَسِيْحِيّ (باليونانية: Χριστιανός؛ وأيضًا χρηστιανός) هي نسبة إلى «المسيح»، ومعناها في العهد القديم الممسوح بالدهن المقدس، وربما تكون مشتقة من الكلمة الآرامية السريانية (ܡܫܝܚܐ، نقحرة: مشيحا) وتكتسب الآرامية أهمية دينية خاصة في المسيحية، وذلك لأن يسوع قد تكلّم بها، وكلمة مسيحي في معظم اللغات الهندوأوروبية مشتقة من الكلمة اليونانية «Хριτός، نقحرة: خريستوس» واللاتينية «Christos، نقحرة: كريستوس» بمعنى المسيح، وهو أصل المصطلح المتعارف عليه اليوم في تلك اللغات.
على الرغم من ظهور مصطلح مَسِيْحِيّ (باليونانية: Χριστιανός؛ وأيضًا χρηστιανός) لأول مرة في كتاب سفر أعمال الرسل عام 42 للميلاد، الأ أنّ أقرب استخدام مسجل لمصطلح مَسِيْحِيَّة (باليونانية: Χριστιανισμός) هو الرسالة إلى مغنيسية من أعمال إغناطيوس في عام 107.

### تلاميذ
تم وصف أتباع بيسوع باسم التلاميذ في عدة مواقع من الإنجيل وسفر أعمال الرسل، في الديانة المسيحية، يشير مصطلح التلاميذ (باليونانيّة: μαθἡτἡς) إلى طلاب يسوع خلال رسالته. رغم أن المصطلح قد يستعمل للدلالة على رسل المسيح الإثنا عشر، الأ أن تم استخدامه في الاناجيل للدلالة على أعداد مختلفة من التلاميذ. في سفر أعمال الرسل، الرٌسل أنفسهم كان لهم تلاميذ. تٌستعمل كلمة «تلميذ» ككلمة لتعريف الأشخاص الذين يطلبون التعلٌم من المسيحية.

### الأخوة
يذكر سفر أعمال الرسل مصطلح الأخوة كمفهوم لاهوتي لوصف المسيحيين، إذ يصبح المؤمنون في المسيح وجزء من عائلة الله، وأخوة في الدين:
| قائمة مرادفات المسيحيين  | إِذْ كَانَ يُرِيدُ أَنْ يَجْتَازَ إِلَى أَخَائِيَةَ، كَتَبَ الإِخْوَةُ إِلَى التَّلاَمِيذِ يَحُضُّونَهُمْ أَنْ يَقْبَلُوهُ. فَلَمَّا جَاءَ سَاعَدَ كَثِيرًا بِالنِّعْمَةِ الَّذِينَ كَانُوا قَدْ آمَنُوا. | قائمة مرادفات المسيحيين |
| — سفر أعمال الرسل 18: 27 | |                         |

أضّحَى استخدام مصطلح «أخ» بين المسيحيين حاليًا مقتصرًا على أعضاء الجماعات الدينية كما في التقاليد الكاثوليكية، أو كمصطلح شرفي للرعاة والقساوسة والذي غالبًا ما يُستخدم في الكنيسة المعمدانية.

### القديسيون
في رسالة بولس الطرسوسي إلى أهل أفسس أستخدمت كلمة القديسيين للإشارة إلى المسيحيين عموًما، ولكن يلاحظ روبرت ريبورن أن «الاسم نجا كعنوان عام للمسيحيين فقط خلال القرن الثاني». في الكنيسة الكاثوليكية والأرثوذكسيَّة الشرقيَّة القديس، هو كل شخص عاش الفضائل الإلهية في الإيمان والرجاء والمحبة، خلال حياته على الأرض «ببطولة»، فيمكن اعتباره بعد تحقيق دقيق في سيرة حياته، علمًا من أعلام الدين و«سعيدًا مغبوطًا من الفردوس بناءً على الوعود الإلهية المسبقة». القديسون يعتبرون أيضًا مثال وقدوة للمسيحين، ويدعون «شهود الإيمان» كما ينصّ التعليم المسيحي للكنيسة الكاثوليكية.

### المؤمنون
الإيمان بيسوع هو الجانب الرئيسي للعقيدة المسيحية. لاحظ ريبورن أن الآيات في الرسالة الثانية إلى أهل كورنثوس؛ تستخدم المصطلح كوصف للمسيحيين.
| قائمة مرادفات المسيحيين            | وَأَيُّ نَصِيبٍ لِلْمُؤْمِنِ مَعَ غَيْرِ الْمُؤْمِنِ؟. | قائمة مرادفات المسيحيين |
| — رسالة أهل كورنثوس الثانية 24: 14 |                                 |                         |

### أتباع الطريق
في كتاب سفر أعمال الرسل، يُشار إلى المسيحية باسم «الطريق». ويشير ريبورن أن هذا التعيير كان وصف ذاتي للمسيحيين، على الرغم من أنه لم يعد يستخدم حاليًَّا.
| قائمة مرادفات المسيحيين  | وَلكِنَّنِي أُقِرُّ لَكَ بِهذَا: أَنَّنِي حَسَبَ الطَّرِيقِ الَّذِي يَقُولُونَ لَهُ «شِيعَةٌ»، هكَذَا أَعْبُدُ إِلهَ آبَائِي، مُؤْمِنًا بِكُلِّ مَا هُوَ مَكْتُوبٌ فِي النَّامُوسِ وَالأَنْبِيَاءِ. | قائمة مرادفات المسيحيين |
| — سفر أعمال الرسل 24: 14 | |                         |

### الأصدقاء
لاحظ ريبورن أن عبارة «أصدقاء» مذكورة في سفر أعمال الرسل،أع 3:27] ورسالة يوحنا الثالثة، إلا أنه من غير المؤكد ما إذا كان هذا المصطلح يعني «المسيحيين». يشير ريبورن إلى أن التسمية تُستخدم من قبل جمعية الأصدقاء الدينية.

### الناصريون

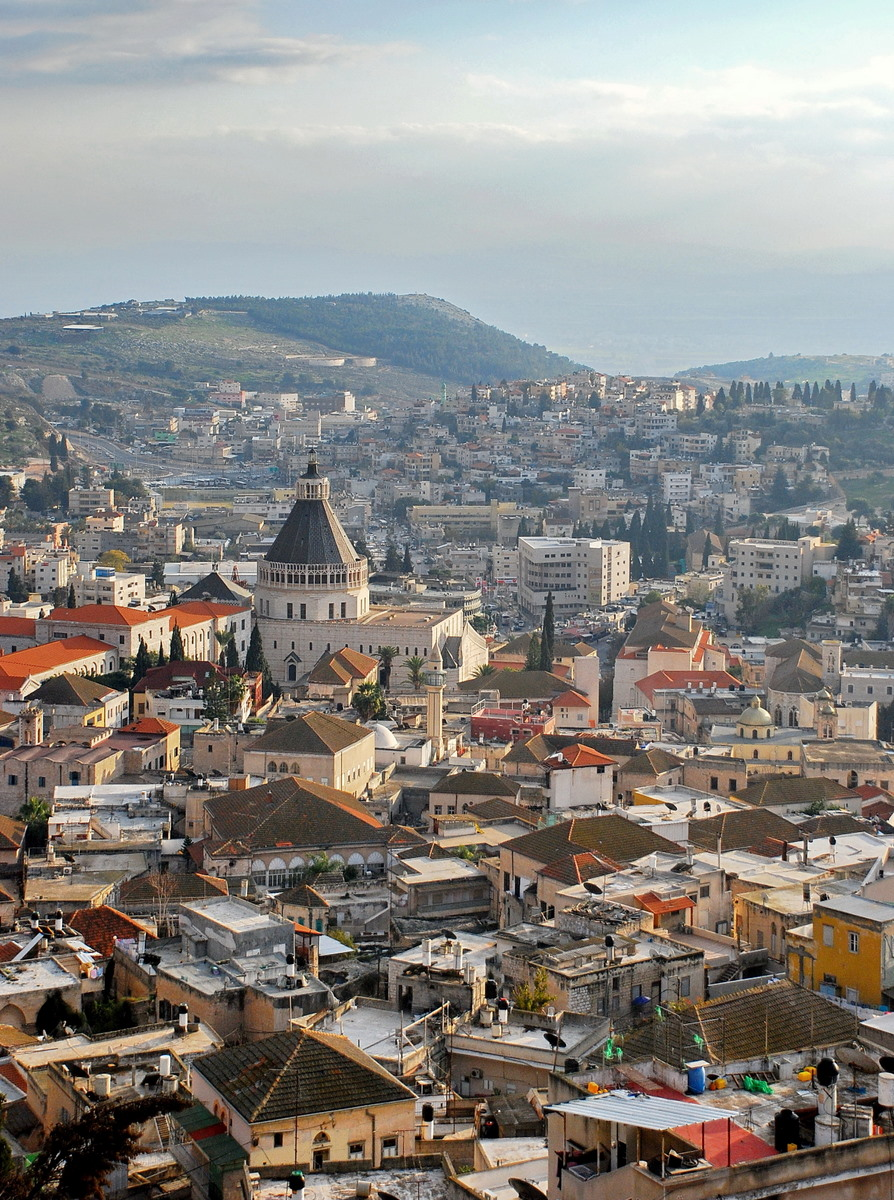
مدينة الناصرة، المدينة التي نشأ فيها يسوع ومن اسم المدينة أشتقت كلمة نَصْرَانِيَّة بحسب عدد من الباحثين.

تعود أصول كلمة النَّاصِرِيِّينَ (باليونانيَّة: Ναζωραίων) إلى الناصرة (بالعبريَّة: נָצְרַת) بلدة يسوع، بحسب الإنجيل نشأ يسوع في مدينة الناصرة، وقد سُمي أيضًا بالناصري تمينًا بالمدينة، ويعكس ذلك التقاليد الشرقية وفق انتساب الشخص لمدينة نشأته ونسبه، وهو اسم يدل على من من أين يأتي شخص في أي من الناحية الجغرافية أو القبلية.
التسمية العبرية للديانة المسيحية هي نَتسْروت (נָצְרַוּת) ونُصريم (נוּצְריְם). وتعني هذه التسمية «أتباع الناصري»، أو «الذين يتبعون يسوع» وذلك بسبب عدم اعتراف اليهودية بكون يسوع هو المسيح أو المسيح المنتظر.
| قائمة مرادفات المسيحيين  | وفَإِنَّنَا إِذْ وَجَدْنَا هذَا الرَّجُلَ مُفْسِدًا وَمُهَيِّجَ فِتْنَةٍ بَيْنَ جَمِيعِ الْيَهُودِ الَّذِينَ فِي الْمَسْكُونَةِ، وَمِقْدَامَ شِيعَةِ النَّاصِرِيِّينَ، وَقَدْ شَرَعَ أَنْ يُنَجِّسَ الْهَيْكَلَ أَيْضًا، أَمْسَكْنَاهُ وَأَرَدْنَا أَنْ نَحْكُمَ عَلَيْهِ حَسَبَ نَامُوسِنَ. | قائمة مرادفات المسيحيين |
| — سفر أعمال الرسل 24: 5. | |                         |

## في المسيحية لاحقًا

### أتباع المسيح
أصبح مصطلح «أتباع المسيح» بدلاً من المسيحية، التسمية الذاتية المفضلة لكثير من الناس المرتبطين مع الكنائس الإنجيلية الناشئة.

### يهود ميسانيين
يطلق اليهود المسيحيين من أتباع الحركة البروتستانتية اليهودية الميسانيًّة على أنفسهم اليهود الميسانيين والتي تعرف في اللغة العبرية الحديثة باسم (بالعبرية: יְהוּדִים מָשִׁיחַיים).

## في اللغة العربية
التسمية العربية المعاصرة هي مَسِيحيَّة ومَسِيْحِيُّوْن نسبة إلى المسيح، والتسمية العربية القديمة هي نَصْرَانِيَّة ونَصَارَى، من كلمة الناصرة بلدة يسوع، أو نسبة لكلمة «أنصار الله» المذكورة بالقرآن ﴿يَا أَيُّهَا الَّذِينَ آمَنُوا كُونُوا أَنْصَارَ اللَّهِ كَمَا قَالَ عِيسَى ابْنُ مَرْيَمَ لِلْحَوَارِيِّينَ مَنْ أَنْصَارِي إِلَى اللَّهِ قَالَ الْحَوَارِيُّونَ نَحْنُ أَنْصَارُ اللَّهِ فَآمَنَتْ طَائِفَةٌ مِنْ بَنِي إِسْرَائِيلَ وَكَفَرَتْ طَائِفَةٌ فَأَيَّدْنَا الَّذِينَ آمَنُوا عَلَى عَدُوِّهِمْ فَأَصْبَحُوا ظَاهِرِينَ ۝١٤﴾ [الصف:14]. يذكر أن معظم المسيحيين العرب الحاليين يصفون أنفسهم بالمسيحيين.
ويشير المفكر العراقي، جواد علي قي كتابه «المفصَّل في تاريخ العرب»، في فصل يحمل عنوان «النصرانية بين الجاهلين» إلى أنّ «لفظ النصرانية والنصارى من الألفاظ المعرَّبة، ولهما أصول سريانية من كلمة ناصّرَيا أو نصراني؛ التي كانت تطلق على مسيحيِّي الشرق، ويرى بعض المستشرقين أنّها مستمدة من الكلمة العبرية نُوتسّريم (بالعبريَّة: נוֹצְרִים)؛ والتي أطلقها اليهود على أتباع المسيحية، وقد ظلّ اليهود يطلقون على أتباع المسيحية اسم النصارى، وبهذا المعنى وردت في القرآن، وصارت النصرانية علماً لديانة المسيحيين عند المسلمين، بحسب تسمية القرآن».
عندما ظهر الإسلام في القرن السابع واستخدم القرآن ألفاظًا مثل «نصرانية» و«عيسى بن مريم» و«يحيى» و«يونس» و«حواريين» فهو استخدم المصطلحات التي كانت شائعة بين عرب الجزيرة ولم يأت بمفرادت جديدة، أي أن المسيحيين العرب حينها استخدموا هذه الألفاظ للدلالة على أنفسهم ولم يقم الإسلام سوى باستخدامها، تمامًا كمفردات أخرى ظلّت في المسيحية كما هي ووردت في القرآن أمثال «نسك» و«رهبانية»، وتجدر الإشارة أن المؤرخين العرب المسحيين لم يجدوا حرجًا في استعمال هذه المصطلحات حتى القرن التاسع عشر أمثال يوسف الدبس من لبنان وإقليمس داود من العراق، غير أنه ومنذ القرن العشرين، باتت اللغة الرسمية في الكنيسة تفضل «يسوع» و«مسيحيين».